# 阿布澤利洛沃區

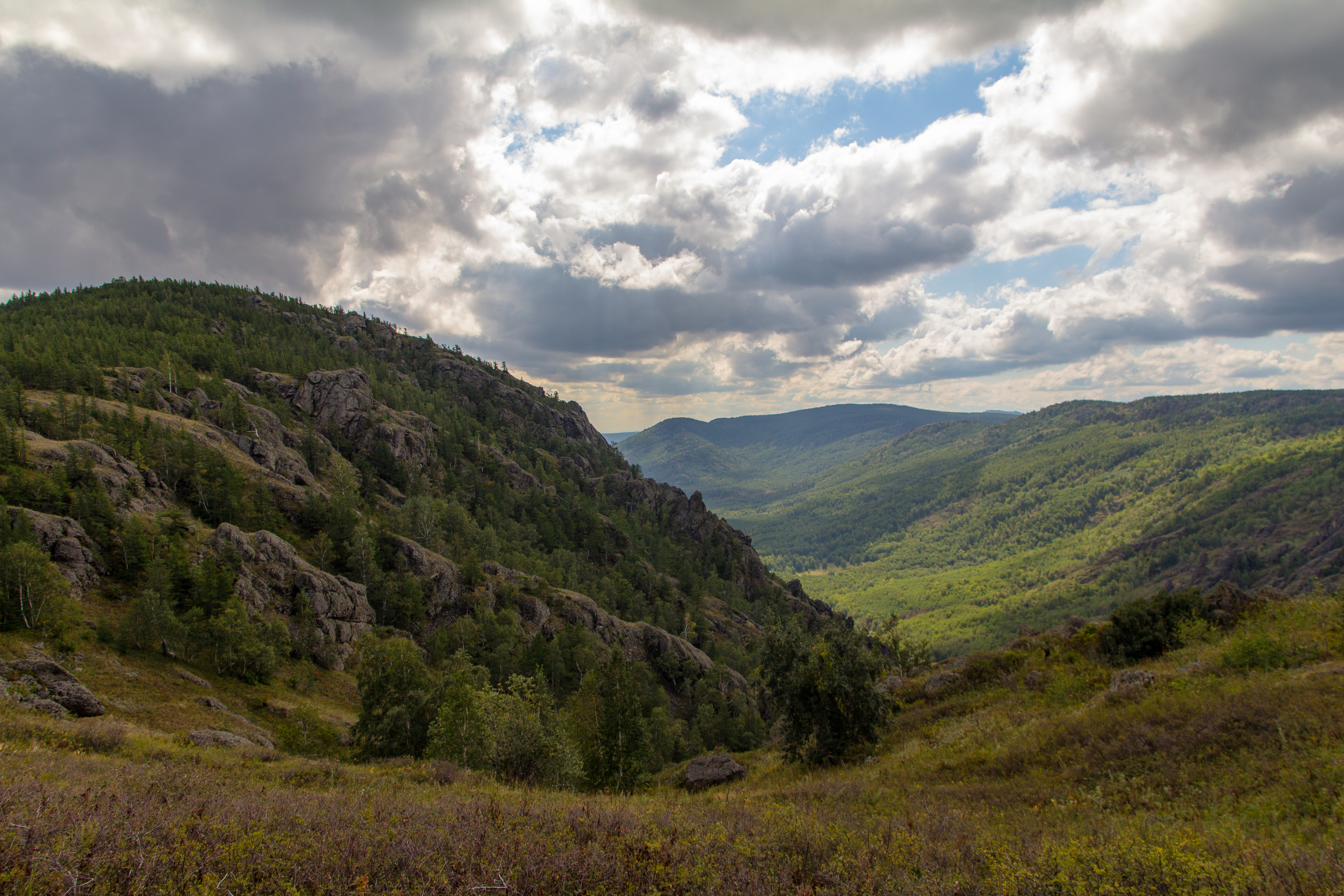

53°N 59°E / 53°N 59°E
阿布澤利洛沃區（俄语：Абзелиловский район），是俄羅斯的一個區，位於該國西南部，由巴什科爾托斯坦共和國負責管轄，始建於1930年，面積4,288平方公里，2010年人口45,551，人口密度每平方公里10.62人。